# Photina
Photina es un género de insectos mantodeos perteneciente a la familia Mantidae. Es originario de América.

## Especies
- Photina amplipennis
- Photina gracilis
- Photina laevis
- Photina reticulata
- Photina vitrea